# شوری بزرگ
شوری بزرگ، روستایی از توابع بخش مرکزی شهرستان فیروزه در استان خراسان رضوی ایران است.این روستا در کیلومتر 15 جاده قدیم نیشابور سبزوار قرار دارد .شغل اکثر مردم آن کشاورزی می باشد آب کشاورزی روستا از قنات که از سمت کوهای بالادست می آید تامین می‌شود اما امروزه میزان آب کاهش پیدا کرده است و همچنین یک حلقه چاه عمیق که بین روستا مشاع می باشد نیز مقداری دیگر از آب کشاورزی را تامین می کند زمین های کشاورزی آن در اطراف روستا و بیشتر به سمت جنوب روستا و تا نزدیک ریل راه آهن کشیده می‌شود. اکثر مردم در این روستا با یکدیگر نسبت نسبی یا سببی دارند  و عمده فامیل مردم این روستا شوریی. ریوندی. خوجانی. فتح آبادی. قاراچشمه. کابلی. فتحی. و... می باشد.

## جمعیت
این روستا در دهستان تخت جلگه قرار دارد و براساس سرشماری مرکز آمار ایران در سال ۱۳۸۵، جمعیت آن ۶۶۷ نفر (۱۶۸خانوار) بوده‌است.